# جورج أ. وودورد
جورج أ. وودورد (بالإنجليزية: George A. Woodward)‏ هو محامي أمريكي، ولد في 1835، وتوفي في 1916.